# Финансы
Фина́нсы (фр. finances — де́нежные сре́дства, де́ньги) в российской научной и учебной литературе определяются как совокупность экономических отношений, возникающих в процессе формирования, распределения и использования централизованных и децентрализованных фондов денежных средств.
Важным элементом финансов служит категория распределения ресурсов. Данная категория является древней и существует ещё со времён рассвета человеческого общества. Например, в первобытном обществе охотники забили мамонта и поделились с остальным племенем (женщинами, стариками, детьми), которые непосредственно в охоте участия не принимали — такая система отношений, основанная на распределении ресурсов, способствовала формированию человеческого социума, без чего невозможно было бы зарождение цивилизации и системы государственности. В современном государстве делятся уже финансовыми ресурсами, а во главе угла по-прежнему стоит система их распределения. Распределение не обязательно подразумевает безвозмездный характер получения финансовых ресурсов — наоборот, под распределением понимается как бы мена, обмен разнородных ресурсов. Например, пенсионер отдал свой многолетний труд и производил отчисления в социальные фонды государства, а государство по достижении гражданином определённого возраста распределяет уже новые поступления будущих пенсионеров и выплачивает их действительным пенсионерам. Многие исторические деятели спекулировали на понятии распределения во взаимосвязи с такими категориями, как справедливость, равенство или, наоборот, неравенство, из-за чего сформировалось множество трактовок термина распределения ресурсов в теории финансов.
В западной научной и учебной литературе общих определений финансов обычно не дают, финансы трактуются довольно широко. Обычно конкретизируется, о каких финансах идёт речь: публичных, корпоративных или личных финансах. Под публичными финансами понимают процесс и механизм формирования и использования государственных ресурсов, баланса доходов и расходов, а также соответствующие методы контроля. Под корпоративными финансами подразумевают «надлежащее управление деньгами» или «искусство и науку управления деньгами». Таким образом, термины «финансовый менеджмент», «управленческие финансы», «корпоративные финансы» и «бизнес-финансы» практически эквивалентны и являются взаимозаменяемыми. Под теорией финансов подразумеваются теории арбитражного ценообразования, структуры капитала, портфельная теория, теория ценообразования финансовых активов, опционов и другие теории, основанные Г. Марковицем, У. Шарпом, Р. Мертоном, Ф. Модильяни, М. Миллером, Дж. Тобином, Ф. Блэком, М. Шоулзом и др.
Под «финансами» также понимают экономическую науку и дисциплину, изучающую соответствующую сферу экономических отношений.
Слово финансы часто используется в быту для обозначения денег.
Термин финансирование означает снабжение (обеспечение) денежными средствами.

## История
Банковская деятельность существовала уже в Древней Греции и Древнем Риме. Речей афинских ораторов содержат информацию о составлении договора при открытии вклада в банке, о стоимости залога и величине ссудного процента. И в Древней Греции, и в Древнем Риме банки возникли из контор менял. При этом финансовая деятельность не считалась престижной, поэтому ею в Греции занимались рабы (которые со временем получали свободу) и иноземцы-метеки (которые со временем получали гражданство). В Древнем Риме банкирами-аргентариями становились представители привилегированного сословия всадников. Как следует из речей Цицерона, они могли стать влиятельными людьми, но это не прибавляло им уважения.
В Средние века в Европе сначала, как и в прочих сферах, в области финансов произошел регресс по сравнению с античностью, но на рубеже XII-XIII веков расширение торгово-ремесленной деятельности привело к развитию и финансовой сферы. Длительное время главными кредиторами крестьян были монастыри, а в городах займы под проценты выдавали евреи. Это было связано с тем, что евреям запрещалось заниматься сельским хозяйством, поэтому им приходилось искать незанятые ниши. Кроме того, ростовщичество осуждалось католической церковью, а на евреев её власть не распространялась. Однако по мере изгнания евреев из Англии (в 1290 и 1306 годах) и Франции (в 1394 году) займы начали выдавать христиане-итальянцы (выходцы из Ломбардии, с которыми связано возникновение слова «ломбард»), а позднее и местные жители. В связи с этим отношение церкви к ростовщичеству начало смягчаться: теперь осуждалось лишь взимание «излишних» процентов.
В Средние века церкви и монастыри считались самым надежным местом для помещения денег и хранения сокровищ, так как церковные здания считались неприкосновенными. Основанный в 1119 году орден тамплиеров успешно использовал это в своих интересах. Тамплиеров называют изобретателями чеков — теперь люди, отдав деньги тамплиерам, могли отправляться в паломничество с запиской на кусочке кожи и в любой комтурии тамплиеров получить за нее монеты. Подлинность чека заверялась отпечатком пальца вкладчика, поэтому можно было не опасаться, что его отберут в пути разбойники. Финансовая деятельность тамплиеров этим не ограничивалась. Когда клиент передавал тамплиерам в Париже определенную сумму, на его имя открывали своего рода текущий счет. Если два клиента имели текущие счета у тамплиеров, то взаимные платежи между ними можно было осуществлять посредством простой записи в счетных книгах. Тамплиеры выдавали займы — сначала на паломничество, а затем и на другие цели, в том числе и правителям. Так, английский король Иоанн Безземельный, чтобы получить у тамплиеров заем в 3 тысячи марок, должен был передать им в залог золото на эту сумму. Папа Александр III, изгнанный из Рима, часто во время своих вынужденных передвижений испытывал денежные затруднения и брал займы у тамплиеров. Тамплиеры были так опытны в финансовых делах, что французские короли поручали им управление своими финансами. Так, при Филиппе Август в течение 25 лет королевская казна управлялась казначеем тамплиеров братом Гаймаром (Haimard); он же исполнял и различные финансовые поручения римской курии, направлялся в Рим к папе Иннокентию III для переговоров о сборе десятин, следил за правильным поступлением денег на крестовые походы и выдавал ссуды как духовным, так и светским лицам.
Наиболее высокого уровня товарно-денежные отношения достигли в Италии. В XIV веке там стали широко использоваться векселя. Именно итальянцы разработали нормы вексельного права. Генуя и Флоренция располагали самыми значительными рынками векселей; итальянцы были управляющими вексельных бирж в других европейских странах. Так, в Лейпциге бюллетени о вексельных курсах издавались на итальянском языке вплоть до середины XVIII века. В XIV веке также появились договоры страхования, впервые в Венеции.
Постепенно некоторые банкиры становились весьма могущественными людьми. Так, в XV веке семья Медичи использовала свой банк для того, чтобы захватить власть во Флоренции, а в начале XVI века Якоб Фуггер потратил много денег, составив целый консорциум из немецких и итальянских банкиров, чтобы подкупить выборщиков и сделать императором Священной Римской империи будущего Карла V. Через некоторое время Фуггер получил от нового императора монополию на добычу серебра.
С конца XV века началась Эпоха великих географических открытий, которая привела к тому, что сложилась мировая экономика и началась эпоха первоначального накопления. Благодаря тому, что порт Амстердама стал важным перевалочным центром, в этом городе к XVII веку развился финансовый сектор, обслуживающий не только внешнюю торговлю, но и обрабатывающие производства. В 1602 году возникла Амстердамская фондовая биржа, в 1609 году городскими властями Амстердама был основан Амстердамский банк. Амстердам превратился в международный финансовый центр. Амстердамские финансисты вкладывали средства в облигации иностранных государств; власти этих государств сами просили амстердамских предпринимателей организовать их займов. Амстердамский банк Hope & Co., основанный в 1762 году семьей, эмигрировавшей из Шотландии, к концу XVIII века стал крупнейшим в Европе. В 1800 году на Амстердамской фондовой бирже котировались 70 выпусков облигаций 14 государств, общая стоимость которых в два раза превышала ВВП Нидерландов.
К концу XVIII века с Амстердамом за роль международного финансового центра стал конкурировать Лондон. В 1773 году собиравшиеся в лондонской кофейне Jonatan` Coffee House брокеры решили назвать это заведение Лондонской фондовой биржей. Там шла торговля не только государственными облигациями, но и ценными бумагами акционерных обществ, прежде всего Банка Англии и британской Ост-Индской компании. Самым крупным банком не только в лондонском Сити, но и в мире стал Barings & Co, который поддерживал партнерские отношения с амстердамским Hope & Co. В частности, в 1803 году оба этих банка выступили посредниками в покупке США Луизианы у Франции: они уплатили французскому правительству 11,25 млн долларов золотом и получили у властей США такую же сумму в государственных облигациях.
К 1840-м годам главным финансовым центром мира был Лондон. Базирующийся в Лондоне банкирский дом Ротшильдов опередил другие банки в качестве главного агента по размещению иностранных государственных займов. За Лондоном по значению следовал Париж, а дальше — Амстердам, Брюссель, Франкфурт и Женева.
Во второй половине XIX века получили большое распространение акционерные банки, которые располагали значительным капиталом и могли также привлекать много денег частных вкладчиков. Происходило массовое строительство железных дорог, что требовало очень больших затрат. Акционерные железнодорожные компании выпускали облигации и продавали свои акции на фондовых рынках крупнейших финансовых центров мира, прежде всего на лондонском. Если в 1855 году в мире за рубежом был инвестирован $1 млрд, то в 1870 году — уже $7,7 млрд.
К концу XIX века одним из главных мировых финансовых центров стал Нью-Йорк. Формирование фондового рынка США началось с железнодорожных компаний, привлекавших средства путем размещения акций и облигаций на Нью-Йоркской фондовой бирже. При этом США до Первой мировой войны были главным импортером капитала в мире: американские компании были должны иностранным инвесторам $7 млрд (две трети этой суммы — британским). Нью-йоркские инвестиционные банки вкладывали средства своих клиентов, в том числе иностранных, в быстро растущие в цене акции американских компаний; инвестиционный банк J.P. Morgan & Co. в начале XX века стал крупнейшим в мире.
В 1970-е годы международным финансовым центром стал и Токио, в 1987 году прибыль крупнейшего японского инвестиционного банка Nomura Securities оказалась выше, чем у американских инвестиционных банков Citibank и Merrill Lynch вместе взятых, а общая стоимость акций, обращающихся на Токийской фондовой бирже, превзошла стоимость акций, обращающихся на Нью-Йоркской фондовой бирже. Однако затем в Японии начался экономический кризис, который в 1990-е годы перерос в многолетнюю стагнацию производства, и стоимость акций на Токийской бирже с 1989 по 1998 год уменьшилась вдвое, иностранные банки сократили свои операции на японском фондовом рынке, а некоторые вовсе их прекратили.
В 1980-е годы в международные финансовые центры превратились также Сингапур и Гонконг.

## Классификация финансов
Традиционно финансы разделяют на публичные финансы (централизованные, государственные и муниципальные финансы) и частные финансы (децентрализованные). Последние включают в себя как корпоративные финансы (финансы организаций), так и финансы домохозяйств (личные и семейные финансы).
Наиболее существенный признак различия между публичными и частными финансами заключается в том, что перед общественными финансами и финансами частного сектора стоят разные цели. Главная цель частного сектора — получение прибыли, то есть максимально возможное увеличение меновой стоимости капитала путём воспроизводства и/или спекуляции. В свою очередь, цель общественных финансов — распределение и перераспределение общественных благ, потребляемых на общенациональном и региональном уровнях.
В связи с существенным отличием финансов домохозяйств от корпоративных финансов эти категории рассматриваются как отдельные, таким образом, в общем финансы классифицируют на:
- публичные финансы,
- корпоративные финансы,
- личные финансы.

В корпоративных финансах в связи со спецификой и особой ролью отдельно выделяются финансы сферы финансовых услуг, в первую очередь, финансы кредитных организаций (банков) и финансы страховых организаций. Иногда выделяются также финансы некоммерческих организаций, а также финансы малого бизнеса.

## Финансовые научные дисциплины
Финансы (в первую очередь, публичные) изучаются в рамках научных дисциплин «Финансы», «Финансы и кредит», «Финансы, денежное обращение и кредит». Данные дисциплины изучают деньги и социально-экономические отношения, связанные с формированием, распределением и использованием материальных ресурсов. Финансы — это прикладная экономическая дисциплина.
Управление финансами (в первую очередь, корпоративными) изучается в рамках дисциплины финансовый менеджмент, а также «финансы организаций (предприятий)». Управление финансами банка изучается обычно в рамках дисциплины «Банковское дело». Контроль над финансовыми потоками изучается в рамках дисциплины «Финансовый контроль».
Методы и модели анализа финансовой информации изучаются в рамках финансовой математики. Финансовая математика является основой управления финансами.

### На уровне микроэкономики
- Финансовая математика — набор инструментов для моделирования и поддержки принятия решений, используемый в различных отраслях финансов, в том числе при вычислении процентных ставок и финансовые инструменты.
- Инвестиции — критерии и методы выбора объекта для инвестиций в зависимости от рентабельности.
- Оценка стоимости активов — оценка стоимости финансовых активов (акций, облигаций, опционов, см. финансовый актив), компаний или недвижимого имущества.
- Финансовая политика — выбор способа финансирования компании, в целях оптимизации средневзвешенной стоимости капитала (WACC). Выбор оптимальной структуры капитала, политика дивидендов и т. п. являются центральными вопросами финансовой политики компаний.
- Современная портфельная теория — оптимизация распределения активов путём диверсификации. Изначально разработанная для финансовых рынков, эта дисциплина служит также в сфере корпоративных финансов. В целом, это управление рисками.
- Поведенческие финансы — выявление психологических факторов, индивидуальных и коллективных, влияющих на финансовые решения и их влияние на формирование цены, финансовые результаты.

### На уровне макроэкономики
- Денежно-кредитная политика и международные финансы — например, денежно-кредитная политика, осуществляемая центральными банками во взаимодействии с международными финансовыми организациями (МВФ, Всемирный банк, Банк международных расчётов, ЕИБ, ЕБРР и др.).

## Основные финансовые концепции
Финансовая активность (деятельность) — это применение ряда техник и процедур, которые частные лица и организации используют для управления своими финансами. Особенно важна при этом разница между доходами и расходами и оценка риска инвестиций.
Если доходы превышают расходы (то есть существует профицит), то разница может быть отдана в долг под проценты или вложена в какой-то бизнес или в покупку собственности. В этом суть финансовой деятельности — если есть свободные финансовые ресурсы, то они должны быть пущены в дело, чтобы приносить дополнительный доход.
Если расходы превышают доходы (то есть существует дефицит), то нужно восполнить недостающие финансовые ресурсы. Это можно сделать путём получения кредита, или путём выпуска акций или облигаций на бирже. В современном мире заёмщику не надо самому ходить и искать кредитора — можно пойти в банк или на биржу, и соответствующий финансовый институт за определённую комиссию найдёт кредитора. Или наоборот — для кредитора найдёт заёмщика. Собственно вся суть банковской и биржевой деятельности состоит в том, чтобы эффективно связывать нуждающихся с теми, у кого есть свободные средства.
Как уже говорилось ранее, банк служит посредником между заёмщиками и кредиторами. На практике это выглядит так: кредитор (вкладчик) приходит и кладёт свои свободные деньги на банковский счёт (депозит), чтобы получать со своего вклада процентный доход. Затем в банк приходит заёмщик, чтобы получить кредит. Банк выдаёт деньги вкладчика в кредит заёмщику под процент, а этот процент включает в себя и доход для вкладчика, и доход для самого банка, и ещё плюс некоторый процент для страхования риска невозвращения кредита.
Биржа тоже служит цели соединения кредиторов и заёмщиков, но, в отличие от банка, не располагает собственным «финансовым буфером», то есть не может отложить деньги на депозит, пока не появится заёмщик. Биржа может связать кредитора и заёмщика только в реальном времени. Банк же может отложить средства, то есть кредитор (вкладчик) может прийти в банк сегодня, а заёмщик (желающий взять деньги вкладчика в кредит) может появиться только через месяц.
Кроме того, биржа торгует вкладами и кредитами в опосредованной форме. Желающий взять кредит выпускает на биржу акции или облигации. Акция представляет собой долю владельца в компании-заёмщике, и, следовательно, одновременно служит и залогом по кредиту. Облигация это тоже вид кредита, но она, в отличие от акции, не даёт права собственности на компанию-заёмщика, хотя и может предусматривать какой-то отдельный залог. По акциям и облигациям тоже может выплачиваться процентный доход (дивиденды, купон). Если по акции не выплачивается дивиденд, то предполагается, что акция будет расти в цене, и кредитор, купивший акцию, сможет получить причитающуюся ему прибыль лишь после продажи подорожавшей акции.

### Функции финансов
Функции финансов в России различаются в зависимости от трактовок. Московская концепция выделяет следующие функции финансов:
1. Распределительная — посредством финансов распределяется и перераспределяется внутренний валовой доход, благодаря чему денежные средства поступают в распоряжение государства, муниципалитета.
2. Контрольная — заключается в их способности отслеживать весь ход распределительного процесса, также расходование по целевому назначению денежных средств, поступающих из федерального бюджета.
3. Регулирующая — вмешательство государства в процесс воспроизводства через финансы (налоги, государственные кредиты и т. д.). Государство воздействует на воспроизводительный процесс через финансирование отдельных предприятий, проведение налоговой политики.
4. Стабилизирующая — обеспечение граждан стабильными экономическими и социальными условиями.

А также фискальную и стимулирующую функции.
Согласно петербургской концепции различают следующие функции финансов:
1. Формирования доходов бюджета;
2. Осуществления расходов бюджета;
3. Контроль исполнения бюджета.

## Финансовые услуги
Общий термин для описания услуг компаний, чья деятельность связана с денежными или инвестиционными услугами.
К финансовым услугам относят следующие виды услуг:
- Банковские услуги
- Инвестиционно-банковские услуги
- Страховые услуги
- Лизинговые услуги
- Факторинговые услуги

## Финансовые рынки
Финансовый рынок — это рынок, охватывающий прежде всего рынок капиталов и рынок денежных средств, представленный зачастую биржами. Обслуживает торговлю финансовыми активами, управляет финансовыми рисками и способствует инвестициям. Принято делить на следующие финансовые рынки:
1. Фондовый рынок
2. Срочный рынок
3. Валютный рынок (Forex)
4. Денежный рынок (рынок денежных средств)

По оценкам МВФ, текущая стоимость финансовых продуктов на мировом рынке в три с половиной раза превышает стоимость продукции реальной экономики.

## Личные финансы
Ведение личной бухгалтерии, планирование личных доходов и расходов (составление финансового плана) не является обязательным. Но использование подобных подходов позволяет более рационально использовать имеющиеся ресурсы. Обычно учитывают ряд типичных источников дохода и направлений затрат.

### Доходы
- заработок;
- причитающиеся пенсии и компенсации;
- доход от банковских вкладов;
- доход от сдачи в аренду недвижимости;
- доход от имеющихся ценных бумаг;
- доход от авторских прав и лицензий;
- прочие доходы.
- инвестиции

При анализе выявляют резервы (например, неиспользованные активы) и рассматриваются варианты их использования либо продажи.

### Расходы
- налоги;
- оплата жилья и коммунальных услуг;
- оплата питания;
- медицинские услуги (в том числе медицинское страхование);
- погашение кредитов;
- покупка товаров длительного пользования;
- страхование рисков (собственности, здоровья и пр.);
- отчисления на пенсионные накопления;
- прочие расходы.

При долгосрочном финансовом планировании необходимо учитывать возможность инфляции.

## Финансы предприятий
Основная задача корпоративных финансов — финансовое обеспечение деятельности организации. Также важно нахождение оптимального баланса между доходностью бизнеса и финансовыми рисками. Для обеспечения текущих финансовых потребностей бизнеса обычно берутся краткосрочные банковские кредиты. Для обеспечения долгосрочных потребностей чаще выпускаются облигации или акции без фиксированного дивиденда. Такие стратегические решения о кредитах или выпуске акций в конечном счёте определяют саму структуру капитала организации.
Другая важнейшая сторона корпоративных финансов — это решения об инвестициях, то есть решения о вложении имеющихся свободных средств. Ведь инвестиция — это вложение свободного актива с надеждой, что он со временем увеличится в стоимости. Управление инвестициями — важнейшая сторона финансов на любом уровне, и корпоративный уровень не исключение. Перед принятием решения об инвестиции, нужно проанализировать следующие факторы:
- соотношение между: целью — периодом времени — инфляцией — неприятием рисков — налогами
- выбор между активной и пассивной стратегией хеджирования
- оценка эффективности портфеля инвестиций

Финансовый менеджмент в организациях во многом схож с бухгалтерским учётом. Но бухгалтерский учёт занимается учётом уже совершённых операций (и, следовательно, учётом «исторической» финансовой информации). А финансовый менеджмент смотрит в будущее и занимается анализом эффективности и планированием ещё предстоящих финансовых операций.

## Финансы государства

### Налоги и сборы
Налог — это обязательный, индивидуально безвозмездный платёж, взимаемый с организаций и физических лиц в форме отчуждения принадлежащих им на праве собственности средств, в целях финансового обеспечения деятельности государства и муниципальных образований.
Налоги следует отличать от сборов (пошлин). Они тоже обязательные, но их взимание непосредственно связано с совершением в отношении плательщиков определённых действий государственных должностных лиц (то есть похожи на оплату конкретных государственных услуг).

### Государственные займы
Государственный заём — это одна из форм кредита, при которой заёмщиком выступает государство. Государственные займы приводят к образованию государственного долга.
Разумеется, чем богаче и стабильнее государство, тем охотнее ему выдают кредиты и покупают его облигации. Поэтому США — это страна, имеющая самый большой в мире государственный долг. Многие страны мира (включая Россию) держат свои валютные резервы в ценных бумагах правительства США. Чем эффективнее может государство распорядиться взятыми в кредит деньгами, тем выгоднее брать кредит. И наоборот, если государство не может окупить проценты по кредиту, то займы становятся тяжкой обузой для государственного бюджета.

### Государственные расходы
Расходы государственного бюджета распределяются по следующим основным расходным статьям:
- национальная оборона
- правоохранительная деятельность
- образование
- социальное обеспечение
- здравоохранение
- культура
- наука

Среди форм ассигнований компаниям и нижестоящим бюджетам (регионов, органов местного самоуправления) выделяют субсидии, дотации и субвенции.

## Финансовая экономика
Финансовая экономика — это отрасль экономической науки, изучающая взаимосвязи между финансовыми величинами, такими как: цена, добавочная стоимость, акционерный капитал и пр. Финансовая экономика особенно концентрируется на изучении влияния реальных экономических показателей на финансовые показатели. Вот основные направления исследований:
- Оценка — определение реальной ценности актива
  - Насколько высоки риски этого актива? (нахождение правильных учётных ставок)
  - Какое движение наличности может вызвать актив? (дисконтирование денежных потоков)
  - Какова рыночная цена сходного актива? (относительная оценка)
  - Зависят ли финансовые потоки от какого-то другого актива или события? (производная оценка)
- Финансовые рынки и инструменты
  - Товары
  - Акции
  - Облигации
  - Инструменты валютного рынка
  - Производные ценные бумаги
- Финансовые институты и правила

## Трактовка термина «финансы»

### «Западная» трактовка
Современные трактовки термина финансы берут своё начало в камерализме — немецком варианте меркантилизма — науке, занимавшейся проблемой формирования и целевого использования государственной казны. Под финансами камералисты понимали управление доходами, предназначенными к употреблению на нужды государства. Понятия «камеральная наука» и «наука финансовая» в западной литературе иногда употреблялись как синонимы, но после того, как в структуре камерального хозяйства были учреждены камер-коллегии, в состав которых вошла полиция, термин «финансы» обрёл самостоятельный, более узкий смысл: «…отрасль правительственной деятельности, имеющая своей целью приобретение, сохранение и надлежащее употребление необходимых для государственной власти материальных ценностей и состоящая в ведении собственного хозяйства или в попечении о государственных доходах и расходах. Эти попечения правительства … составляют предмет так называемых финансов, финансового управления, правительственного хозяйства или хозяйства государственного» (в дореволюционной России термин употреблялся в том же значении, что и в Германии (см.).
В англоязычной литературе второй половины XIX — начала XX века термин «финансы» трактовался не так однозначно, как в немецкой. В частности, в словаре Вебстера (издание 1886 года) говорилось о том, что финансы — это «доходы (revenue) правителя или государства; иногда, доход физического лица». Таким образом, это определение отражает точку зрения узкого круга западных учёных той поры, согласно которой сфера финансов ограничивалась только доходами государства и, кроме того, указывает на употребление термина «финансы» не только применительно к общественному сектору экономики, но и к частному. Во второй половине XIX века в контексте финансов говорится не только о государственных доходах и расходах, но и о спекуляции ценными бумагами, накоплении капитала и процентной ставке по ссудному банковскому капиталу, как о важных аспектах финансовой науки (см., например). В книге английского автора Г. Кинга «Теория финансов» вообще не упоминается общественный сектор экономики, а речь идёт о прибыли, актуарных расчётах, простом и сложном проценте на ссудный капитал. В этом плане показательно и определение финансов Ф. Кливленда: «Финансы представляют собой отрасль бизнеса, которая имеет дело с получением и расходованием фондов, необходимых для оснащения и управления предприятием. … Что такое фонды? Как их получить? Как ими управлять? Ответы на три эти вопроса покрывают всю область финансов». И К. Маркс в своём «Капитале» употребляет термин «финансы» в контексте денежного капитала, банков и бирж.
Перенос смыслового содержания термина «финансы» с общественного на частный сектор экономики произошёл в результате метонимии (согласно книге К. Плена «Введение в общественные финансы» (1921)). Как следствие, используемый без уточняющих прилагательных («общественные» (public), «личные» (personal), «корпоративные» (corporate)), термин «финансы» получил более широкий смысл, нежели имел первоначально, и, помимо общественного сектора, стал охватывать вопросы капитала, прибыли, доходов и расходов предприятий и частных лиц. В этой связи, для исключения двусмысленности прилагательного «финансовый» (financial), возникшей в результате метонимии, К. Плен, а вслед за ним и М. Хантер указывали на то, что применительно к общественным финансам корректнее употреблять прилагательное «фискальный» (fiscal), говоря при этом «фискальный год», а не «финансовый год».
Употребление термина «финансы» без уточняющих прилагательных только по отношению к общественному сектору экономики, было характерно, прежде всего, для немецкой научной школы. Такая трактовка финансов отражает начальную стадию развития западной финансовой науки и в настоящее время утратила свою актуальность. Другая крайность — употребление термина «финансы» (без уточняющих прилагательных) только в контексте частного сектора экономики. Такой подход к трактовке термина нередко встречается и в современной учебной и научной западной литературе (см., например). Доминирующим подходом в современной западной литературе стало преимущественное употребление термина «финансы» с уточняющими прилагательными (public, personal, corporate) и широкая трактовка общего термина (без указанных прилагательных).
«Общественные финансы» связываются с деятельностью государства (или местной власти), заключающейся в получении и применении средств, необходимых для выполнения надлежащих функций, с процессом и механизмом формирования и использования государственных ресурсов, балансом доходов и расходов, соответствующим административным контролем. Некоторые авторы также подчёркивают, что предмет общественных финансов лежит на границе между экономикой и политикой, а также отмечают, что в современных обществах доходы и расходы органов государственной власти состоят, почти исключительно, из денежных поступлений.
В основе общественных финансов лежит теория распределения общественных благ. Суть её состоит в том, что существуют некоторые блага (национальная оборона, охрана общественного порядка, дороги и т. п.), потребность в которых не может быть удовлетворена и оплачена в индивидуальном порядке путём товарно-денежного обмена. Как следствие, потребность в таких коллективных благах не может быть реализована через рыночный механизм. Исходя из этого, распределение общественных благ берёт на себя государство в лице центральных и местных органов власти через бюджеты соответствующих уровней. «Государственные затраты являются частью потребления общества, в котором государство представляет собой регулирующий орган». Посредством фискальных и бюджетных инструментов общественные блага не только распределяются, но и перераспределяются. В частности, перераспределение может производиться путём комбинации высоких налогов на обеспеченных граждан, и субсидий гражданам с низкими доходами. Таким образом, путём перераспределения благ между высокодоходными и малообеспеченными слоями населения реализуется концепция социальной справедливости и гуманизма: «Если мы считаем, что моральный долг общества в целом, чтобы помочь слабым, то помощь бедным даёт общее благо».
Корпоративные финансы связаны с приобретением и распределением фондов или ресурсов корпорации с целью максимизации благосостояния акционеров, с эффективным и результативным управлением ресурсами, денежными потоками для достижения целей этой организации, что подразумевает «планирование и контроль за предоставлением ресурсов (там, откуда они привлекаются), распределение ресурсов (там, где они развёрнуты), окончательный контроль над ресурсами (эффективно ли используются или нет)». Западные авторы выделяют две ключевые концепции корпоративных финансов, которые имеют важнейшее значение в принятии решений — это соотношение между риском и доходностью и концепция временной ценности денег. Некоторые авторы определяют финансы как оценку и управление риском исходя из того, что, с точки зрения финансов, «корпорация это совокупность рискованных денежных потоков».

### Советская трактовка
Развитие капитализма дошло до того, что товарное производство… уже подорвано, и главные прибыли достаются «гениям» финансовых проделок. В основе этих проделок и мошенничеств лежит обобществление производства, но гигантский прогресс человечества, доработавшегося до этого обобществления, идёт на пользу спекулянтам.
Особое место в мировой финансовой науке занимает теория советских (социалистических) финансов, представляющая собой модифицированную версию западной теории общественных финансов, адаптированную к советской модели экономики и идеям марксизма.
К. Маркс в противовес теории распределения общественных благ посредством финансов и личных благ посредством рыночного обмена предложил схему распределения благ в обществе, основанном на коллективизме, которая предусматривала измерение стоимости не опосредовано через деньги, а напрямую через рабочее время (более широко — через труд). «Индивидуальное рабочее время каждого отдельного производителя — это доставленная им часть общественного рабочего дня, его доля в нём. Он получает от общества квитанцию в том, что им доставлено такое-то количество труда (за вычетом его труда в пользу общественных фондов), и по этой квитанции он получает из общественных запасов такое количество предметов потребления, на которое затрачено столько же труда». Такая схема распределения благ по квитанциям не предполагала существование денег, поэтому многие советские экономисты рассматривали период социализма как «начало перехода к прямому продуктообмену и отмиранию денег, кредита, финансов» и исходили из того, что после победы социализма «финансы будут „похоронены“ как пережиток капитализма». Однако, практика первых лет советской власти показала, преждевременность отказа от денег в качестве меры стоимости. Коммунистическая идеология вынуждена была признать, что деньги останутся в СССР как инструмент буржуазной экономики, который, по словам И. Сталина, «взяла в свои руки Советская власть и приспособила к интересам социализма».
Ключевой отличительной особенностью советской модели экономики уже к концу второй пятилетки (1938 год) являлось то, что доля общественной собственности составляла 98,7 % всех производственных фондов страны (оставшиеся 1,3 % — в личной собственности колхозников и мелких кустарей). То есть вся экономика фактически имела статус общественной, а государство от имени общества полностью взяло на себя распределение благ. Из государственного бюджета СССР покрывались не только расходы, традиционно характерные для капиталистической модели экономики (по государственному управлению, национальной обороне, охране правопорядка, строительству дорог и т. п.), но и основная доля затрат по расширенному воспроизводству (производственные капитальные вложения). Госбюджет СССР фактически стал общественным инвестиционным фондом под управлением государства, через который производилось перераспределение ресурсов между различными предприятиями и отраслями общественного хозяйства. Поэтому советская трактовка «финансов» была основана именно на таком характере советской экономики, «советских» или «социалистических» финансов.
Начало формированию научных подходов к трактовке общественных финансов, учитывающих реалии социалистической модели экономики, положила научная дискуссия на совещании, проведённом в 1944 году Управлением учебных заведений Министерства финансов СССР. Основными итогами дискуссии являлись:
1. Рассмотрение советских финансов как системы денежных отношений, связанных с действием закона стоимости.
2. Такое расширение предмета учения о советских финансах, которое в той или иной мере включает в себя денежные отношения внутри государственного производственного сектора и взаимоотношения государства и его производственного сектора с колхозно-кооперативным производственным сектором и с населением.

Дискуссия оказала серьёзное воздействие на весь дальнейший ход развития советской финансовой науки. Под её влиянием на протяжении последующих двадцати пяти лет в СССР сформировались три научные концепции советских финансов: распределительная, воспроизводственная и концепция Э. А. Вознесенского (иногда называемая правовой концепцией).

#### Распределительная концепция
Автором данной (наиболее распространённой) советской концепции общественных финансов, является В. П. Дьяченко (московская школа), считавший, что «отказываться в применении к социалистическому обществу от исторически сложившегося понятия государственных финансов нет никаких оснований». Имелось в виду представление о финансах, как о распределительных денежных отношениях, связанных с существованием и функционированием государства, что предусматривалось западной теорией распределения общественных благ. Однако, под термином «распределение» стали подразумевать не только распределение общественных благ между сферой производства и сферой потребления, но и процесс дробления валовой денежной выручки на общественных производственных предприятиях (т. н. «первичное распределение»). Таким образом, исходная концепция была адаптирована к условиям советской модели экономики путём скрытого терминологического указанного соглашения. Кроме того, ввиду полного обобществления производственного сектора, для обозначения различия между общественными фондами (в принятом западной наукой понимании этого словосочетания) и фондами частных предприятий, тоже ставших в СССР общественными, были введены понятия «централизованные фонды» и «децентрализованные фонды». Таким образом финансы (социалистического государства) определялись как «система денежных отношений, на основе которых через плановое распределение доходов и накоплений обеспечивается образование и использование централизованных и децентрализованных фондов денежных ресурсов государства в соответствии с его функциями и задачами».
Ещё больше подчёркивало различие социалистических финансов от капиталистических разделение финансов предприятий на производственную и распределительную составляющие. При этом в состав «финансов социалистического государства» вошло так называемое «первичное распределение» (валового дохода по различным фондам предприятия), а «производственная» составляющая — отношения, возникающие в процессе производства и реализации продукции и опосредствующие этот процесс, то есть денежная сторона отношений в процессе движения стоимости в производственной форме (основных фондов, сырья, комплектующих, готовой продукции) — была выделена в самостоятельную категорию «финансы отраслей народного хозяйства СССР».
Советские финансовые теоретики выделяли наряду с общепризнанной распределительной (перераспределительной) функцией общественных финансов также и контрольную функцию. Первая функция — общая для государственных финансов любых формаций, однако в социалистической экономике распределительная функция сводилась не только к перераспределению денежных ресурсов, но распространялась также на отношения первичного распределения национального дохода. Контрольная функция была определена как специфическая функция советских финансов. При этом термин «перераспределение» трактовался как распределение того, что поступило в госбюджет после «первичного распределения» внутри производственных предприятий. Благодаря такому «перераспределению» в СССР могли существовать планово убыточные предприятия и даже целые отрасли, убытки которых покрывались через госбюджет за счёт прибыли других общественных предприятий и отраслей.

#### Воспроизводственная концепция
Автором данной концепции является А. М. Александров (ленинградская школа). Воспроизводственная концепция принципиально отличалась от распределительной тем, что денежные отношения внутри предприятий не делились на распределительную (т. н. «первичное распределение») и воспроизводственную (т. н. опосредствование) составляющие, а объединялись в одно целое под называнием «опосредствование производственного процесса» и полностью включались в предметную область, охватываемую понятием «финансы социализма». В результате такого подхода все денежные отношения, входящие в понятие «финансы социализма», представляли собой систему из двух типов отношений — «опосредственных» и «распределительных» (в подлинном смысле этого слова, изначально принятом в западной теории распределения общественных благ). При этом финансы, помимо контрольной и распределительной, наделялись функцией «опосредствования кругооборота производственных фондов». «В этой функции финансы обслуживают не только фазы кругооборота „Д — Т“ и „Т — Д“, но и фазу движения фондов предприятий в их производственной форме».
Таким образом, финансы (социалистические) определяются как «система денежных отношений, опосредствующих кругооборот производственных фондов в народном хозяйстве на расширенной основе и обеспечивающих образование и использование различных фондов для удовлетворения разнообразных потребностей социалистического общества».
Многолетняя научная дискуссия между сторонниками распределительной и воспроизводственной концепций по существу сводилась к тому, в какой мере следует включать финансы советских предприятий и отраслей народного хозяйства в состав общественных финансов. При этом, обе концепции исключали из финансов социализма личные финансы и финансы непроизводственных предприятии и организаций, к которым относились все учреждения здравоохранения, образования, культуры и спорта. Таким образом, воспроизводственная концепция тоже не охватывала всю предметную область финансов.

#### Правовая концепция
Автором данной концепции является Э. А. Вознесенский (ленинградская школа). Он исходил из того, что, во-первых, финансовые отношения, в том числе налоги, суть стоимостные (денежные) и, во-вторых, лишь те денежные отношения являются финансовыми, которые регламентированы государством. В основе такого подхода лежит одно из отличий общественных финансов от финансов частного сектора, принятых западными финансовыми теоретиками. К. Шоуп характеризует это отличие «степенью беспристрастности правил, по которым правительство распределяет свои услуги и … бремя покрытия расходов». Беспристрастность предполагает, что правила установлены декретом и поддержаны санкциями, одинаково применимыми ко всем нарушителям. Семья же «распределяет среди своих членов товары, потребляемые в домохозяйстве по неофициальным и часто меняющимся критериям»
Таким образом, в рамках данной концепции, финансы представляют собой «систему денежных отношений, имеющих императивную форму». Поскольку жёсткой императивной регламентации в СССР подвергалась не только сфера распределения общественных благ, как это было в капиталистических странах, но и сфера производства вместе с непроизводственной, то, по версии Э. А. Вознесенского, система социалистических финансов охватывала почти всю предметную область. Исключение составляла только часть денежных отношений, относимых западной научной школой к понятию «личные финансы», поскольку последние не носят императивной формы, за исключением «уплаты налогов, страховых платежей, возврата ссуд и др.» При этом закупки промтоваров и продовольствия (по сути — товарно-денежные отношения), проводимые бюджетными организациями, Э. А. Вознесенский причислял к финансам социалистического государства на том основании, что госзакупки также подвергались жёсткой регламентации.

### Постсоветский период
В учебной литературе по финансам, издаваемой после распада СССР на постсоветском пространстве, главным образом, продолжают излагаться основные теоретические концепции советских (общественных) финансов. При этом дефиниции категории финансы, как правило, повторяют (без прилагательных «советские» и «социалистические») дефиниции из советских учебников. Исключением является концепция, разработанная С. П. Захарченковым., согласно которой финансы представляют собой целенаправленное движение меновой стоимости капитала в денежном измерении

## Финансовая информация
Крупнейшие информационные агентства финансовой информации:
- Reuters
- Bloomberg
- Google Finance
- Yahoo! Finance
- Росбизнесконсалтинг

См. также:
- Финансовый анализ
- Асимметричность информации
- Инсайдерская информация
- Проспект ценных бумаг
- IFX (англ. Interactive Financial Exchange — стандарт (спецификация) интерактивного обмена финансовой информацией, основанный на XML
- Единый стандарт отчётности
- Аудиторский отчёт
- Инвестиционный меморандум#Финансовая информация
- Финансовое моделирование

### Финансовые учреждения и организации
- Министерство финансов Российской Федерации
- Федеральная налоговая служба России
- Центральный банк Российской Федерации
- Московская биржа